# 酒井幸三
酒井 幸三（さかい こうぞう、1927年 - 2008年）は、日本の英文学者、京都大学名誉教授。専門はイギリス詩。
京都大学大学院中退、大阪府立大学助教授、京大教養部助教授、教授。1991年定年退官、名誉教授、京都女子大学教授。1993年「アレグザンダー・ポウプ『エロイーザからアベラードへ』注解」で京大文学博士。2008年正四位、瑞宝中綬章受章。

## 著書
- ポウプ前期の詩と詩論研究 ヒロイック・カプレットの言語技法 あぽろん社 1979.9
- ポウプと一八世紀の抒情詩 パッションとヒューマーの詩 あぽろん社 1987.12
- ポウプ・愛の書簡詩 『エロイーザからアベラードへ』注解 臨川書店 1992.11

## 参考
- 英語年鑑